# Радиохемија
Радиохемија је грана физичке хемије која се бави испитивањем физичких и хемијских особина радиоактивних изотопа и њиховим разноврсним применама.
Радиоактивност је појава да хемијски елемент, због унутрашње нестабилности језгра, спонтано емитује зрачење. При томе тај радиоактивни елемент може да остане хемијски неизмењен (гама-распад) или да се трансформише у други елемент (алфа-распад, бета-распад, К-захват).
Радиоактивни распад је случајан процес у којем атомско језгро из нестабилног прелази у стабилно или стабилније стање уз емисију честица или електромагнетног зрачења.

## Врсте радиоактивног распада
Основне врсте радиоактивног распада су:
- α-распад - емисија језгра хелијума,
- β-распад - емисије електрона или позитрона,
- захват електрона (К захват) - захват електрона из К љуске при чему протон из језгра прелази у неутрон уз ослобађање неутрина.
- γ-распад - емисија фотона високе енергије.

### α-распад
То је распад при којем језгро избацује α-честицу 4He++, тј. језгро атома хелијума. При томе се масени број радионуклеида смањује за 4, а наелектрисање (редни број) језгра за 2.
Правило померања за α-распад гласи:Овим распадом настаје потомак који је у односу на претка смештен два места улево у Периодном систему .
Енергијски спектар.Након открића α-зрачења дуго се сматрало да је то зрачење моноенергијско, тј. да језгро емитује честицу једне енергије. Касније је се показало да се α-зрачење може састојати од честица различитих енергија, при томе те енергије нису било какве већ су квантиране, па је спектар α-зрачења дискретан. Такав α-распад при којем се емитује више група честица са дискретним енергијама доводи до стварања потомака чија су језгра на различитим нивоима побуђености. То даље доводи до емисије γ-зрачења чији спектар такође мора бити дискретан.
Енергије α-честица леже у домену 1,83 MeV (144Nd)до 11,7 MeV (212Po), а време полураспада је од μs до 1010.

### β-распад
Под ß-распадом се подразумева распад код којег језгро радионуклеида емитује електрон или позитрон, при чему се у језгру ствара један протон, односно неутрон. Зато се говори о ß минус и β плус распаду. Тиме се редни број језгра мења за +1, односно -1, док му се маса практично не мења, што значи да при β-распаду настају изобарна језгра (А се не мења).
Правило померања за β минус-распад гласи: ß минус-распадом се ствара елемент-потомак који је у односу на претка смештен једно место удесно у Периодном систему.
Правило померања за β плус-распад гласи:  β плус-распадом се ствара елемент-потомак који је у односу на претка смештен једно место улево у Периодном систему.

### γ-распад
Под γ-распадом се подразумева емисија γ-зрачења из атомског језгра.
Код емисије γ-зрачења не долази до настанка новог језгра већ само до релаксације постојећег, које је из неких разлога било у побуђеном стању. Зато се обично процес γ-емисије не сматра радиоактивним распадом у најужем смислу, мада се изучава у склопу тог распада.
γ-емисија је најчешће последица α- или β- распада у којима се образују језгра потомака који се налазе у неком побуђеном стању.
γ-зрачење је електромагнетни талас мале таласне дужине, тј. високе фреквенције и високе енергије.
Енергијски спектар. Побуђено језгро се увек налази на неком одређеном, квантираном нивоу енергије. Пошто је γ-емисија (као уосталом и α- и β-) прелазак са вишег на нижи ниво следи да је γ-зрачење квантирано, тј. да има линијски, ане континуални спектар.

### Захват електрона, ε-распад
Ако је енергија распада недовољна да буде задовољен услов за β плус-распад, а језгро има неповољан однос N/Z у смислу вишка протона, онда неће доћи до емисије позитрон авећ ће језгро захватити електрон из свог електронског омотача и тиме реуковати број протона.
Правило померања за ε-распад: ε-распадом се ствара потомак који је у односу на претка смештено једно место улево у Периодном систему, као код β плус-распада. 
Електронским захватом се обично захватају електрони из К-љуске јер је тамо вероватноћа њиховог налажења највећа. Тада се говори о К-захвату. Није искључено да може доћи и до L- или М-захвата, али су они ређи. Они се обично јављају када енергија није довољна да откине електроне из К-љуске, где су они иначе најјаче везани.
Код електроског захвата долази до стварања празних места у електронској облози атома. Она се онда попуњава захватом спољних електрона. При томе атом потомка емитује карактеристично рендгенско зрачење, на основу кога може бити идентификован.
Захват електрона је могућ и ако је испуњен услов за β плус-зрачење, тј. када је разлика маса претка и потомка већа од 1,022 MeV. Тада су ова два процеса конкурентна, али вероватноћа ε-распада опада са порастом енергије распада.